# 40 (число)
Вижте пояснителната страница за други значения на 40.
40 (четиридесет) е естествено, цяло число, следващо 39 и предхождащо 41.
Четиридесет с арабски цифри се записва „40“, а с римски цифри – „XL“. Числото 40 е съставено от две цифри от позиционните бройни системи – 4 (четири) и 0 (нула).

## Общи сведения
- 40 е четно число.
- 40 е съставно число.
- 40 = 30+3¹+3²+3³
- 40 е атомният номер на елемента цирконий.
- 40-ият ден от годината е 9 февруари.
- Числото 40 има отделна дума на руски: сорок (чете се [сóрак]); останалите числа кратни на десет са образувани по традиционния начин.
- Телефонният код на Румъния е +40.